# Gus Van Sant
Gus Van Sant Jr. (Louisville, 24 de julho de 1952) é um cineasta e roteirista norte-americano.
Van Sant formou-se pelo Rhode Island School of Design. Lá foi influenciado pela pintura e pelo cinema experimental. Em 1981, ele filmou com um baixo orçamento o filme Alice in Hollywood, que nunca foi lançado. Trabalhou para uma agência de publicidade, a fim de ganhar dinheiro. Com o dinheiro que ganhou, dirigiu o filme independente Mala Noche em 1985. O filme contém alguns temas da obra de Van Sant que depois retornariam, como a homossexualidade (Van Sant é abertamente gay), o posicionamento (Portland (Oregon)) e uma abordagem do absurdo. Mala Noche foi bem recebido pelos críticos e foi nomeado melhor filme independente do ano pela Los Angeles Film Critics Association. Desde então, dirigiu vários filmes.
Em 26 de Fevereiro de 2011 estreou na Gagosian Gallery em Beverly Hills, uma exposição com 12 horas de material inédito do filme My Own Private Idaho, incluindo cenas deletadas, cenas alternativas e bastidores.[carece de fontes?] "Unfinished" foi dirigido por Gus Van Sant e James Franco e ficará em exposição até 9 de Abril de 2011.

## Filmografia
- Inquietos (2011)
- Milk (2008)
- Paranoid Park (2007)
- Paris, je t'aime (2005) - Segmento "Le Marais"
- Last Days (filme) (2005)
- Elephant (2003)
- Gerry (2002)
- Finding Forrester (2000)
- Psicose (1998)
- Ballad of the Skeletons (1997)
- Good Will Hunting (1997)
- Four Boys in a Volvo (1996)
- To Die For (1995)
- Even Cowgirls Get the Blues (1993)
- My Own Private Idaho (1991)
- Thanksgiving Prayer (1991)
- Drugstore Cowboy (1989)
- Ken Death Gets Out of Jail (1987)
- My New Friend (1987)
- Five Ways to Kill Yourself (1987)
- Mala Noche (1985)

## Clipes musicais
- "Weird" (1997), de Hanson
- "Under The Bridge" (1992), da banda Red Hot Chili Peppers
- "Fame '90" (1990), de David Bowie

## Premiações
- Indicado ao OSCAR 2009, a melhor direção por "Milk"
- Ganhou a Palma de Ouro, no Festival de Cannes, por "Elephant" (2003)
- Ganhou o prêmio de Melhor Diretor, no Festival de Cannes, por "Elephant" (2003)
- Ganhou o Framboesa de Ouro de Pior Diretor, por "Psicose" (1998)
- Recebeu uma indicação ao Oscar de Melhor Diretor, por "Gênio Indomável" (1997)
- Ganhou 2 Independent Spirit Awards de Melhor Roteiro, por "Drugstore Cowboy" (1989) e "Garotos de Programa" (1991)
- Recebeu 2 indicações ao Independent Spirit Awards, na categoria de Melhor Diretor, por "Drugstore Cowboy" (1989) e "Garotos de Programa" (1991)
- Ganhou o Prêmio C.I.C.A.E., no Festival de Berlim, por "Drugstore Cowboy" (1989)